# Кирицкое сельское поселение

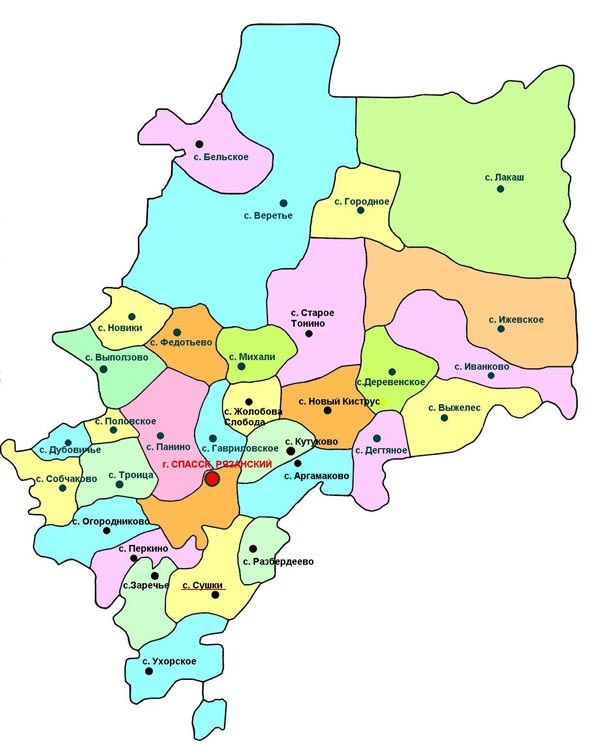
Кирицкое сельское поселение выделено

Кири́цкое се́льское поселе́ние — муниципальное образование (сельское поселение) в Спасском муниципальном районе Рязанской области. Административный центр — село Сушки.

## География
Кирицкое сельское поселение находится в южной части Спасского района Рязанской области, к юго-востоку от Спасска-Рязанского. По территории поселения проходит трасса М5 «Урал». На правом берегу реки Оки, около деревни Никитино имеется несколько выходов горизонтов отложений юрского и мелового периодов.

## История
Кирицкое сельское поселение было образовано в 2005 году.

## Население
| 2010  | 2012  | 2013  | 2014  | 2015  | 2016  | 2017  |
| ----- | ----- | ----- | ----- | ----- | ----- | ----- |
| 2895  | ↘2811 | ↘2728 | ↘2640 | ↘2592 | ↘2555 | ↗2559 |
| 2018  | 2019  | 2020  | 2021  |       |       |       |
| ↗2561 | ↘2519 | ↘2501 | ↘2226 |       |       |       |

## Состав сельского поселения
| №  | Населённый пункт           | Тип населённого пункта       | Население |
| -- | -------------------------- | ---------------------------- | --------- |
| 1  | Засечье                    | село                         | ↘265      |
| 2  | Кирицы                     | село                         | ↗1255     |
| 3  | Малые Гулынки              | деревня                      | 21        |
| 4  | Милованово                 | деревня                      | ↘15       |
| 5  | Никитино                   | деревня                      | ↘54       |
| 6  | Одоевцево                  | деревня                      | 6         |
| 7  | Павловка                   | посёлок                      | 636       |
| 8  | Пироговский Участок        | посёлок                      | 6         |
| 9  | Полянки                    | деревня                      | 7         |
| 10 | Посёлок санатория «Кирицы» | посёлок                      | 36        |
| 11 | Разбердеево                | деревня                      | 49        |
| 12 | Романовка                  | деревня                      | 7         |
| 13 | Соболевая                  | деревня                      | 60        |
| 14 | Сушки                      | село, административный центр | ↘469      |
| 15 | Шатилово                   | деревня                      | 9         |

Постановлением Правительства Российской Федерации от 25 января 1999 года поселок совхоза «Кирицы» переименован в посёлок Павловка.

## Экономика
В Засечье действуют крестьянско-фермерское хозяйство Ерукова и база отдыха «Майор Пронин».

## Достопримечательности

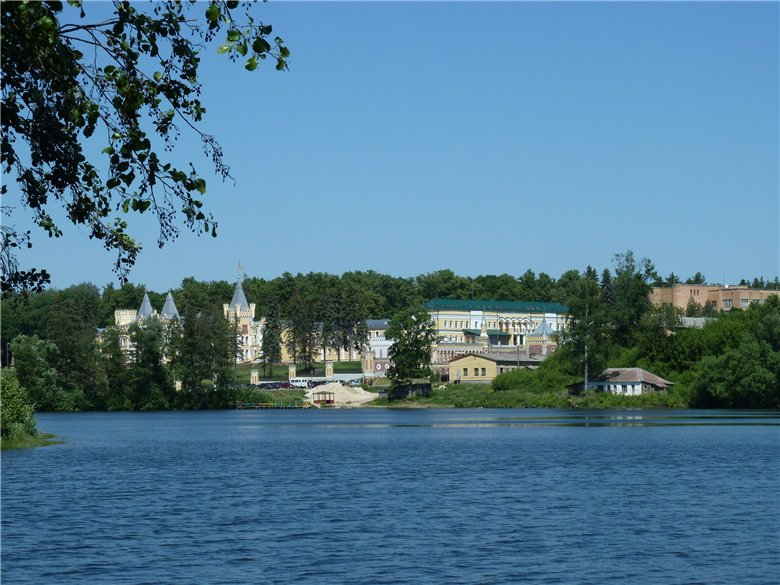
Дворец фон Дервиза, проект Шехтеля

- Усадьба С. П. фон Дервиза в селе Кирицы (1883—1889, архитектор Ф. О. Шехтель).
- У слияния рек Проня и Ока, у деревни Никитино, находится капище славян-родноверов из Всероссийского религиозного союза «Русская Народная Вера».
- Природный национальный парк в селе Кирицы.
- В устье реки Проня около деревни Никитино находится исчезнувший город Ольгов[17].